# 凯尔西
凯尔西（法語：Quercy，發音：[kɛʁsi] ⓘ，發音：[karˈsi]、[kɔrˈʃi]）是法国历史上的一个行省，位于法国西南部，北至利穆赞，南抵加斯科涅和朗格多克，西接佩里戈尔和阿日奈，东临鲁埃格和奥弗涅。